# Jacob Moli
Jacob Moli (ur. 11 maja 1967) – salomoński trener piłkarski.

## Kariera trenerska
1 marca 2010 został selekcjonerem reprezentacji Vanuatu. W 2012 roku wystąpił z Wyspami Salomona w Pucharze Narodów Oceanii. Wyspy Salomona po zwycięstwie z Papuą-Nową Gwineą oraz remisach z Fidżi i Nową Zelandią awansowały do półfinału, w którym uległy Tahiti. W meczu o trzecie miejsce uległy Nowej Zelandii 3-4. Wcześniej w latach 2007–2008 pracował w klubie Kossa FC.